# Haloo Helsinki! (album)
Haloo Helsinki! è il primo album di studio della band rock finlandese Haloo Helsinki!, pubblicato il 13 agosto 2008 dalla EMI Music Finland. L'album è entrato nella classifica della classifica album finlandese, rimanendoci per 7 settimane e raggiungendo la sesta posizione.

## Tracce
1. Haloo Helsinki! – 3:30
2. Vieri vesi vieri – 3:13
3. Yksinäiset – 4:02
4. Perjantaina – 3:45
5. Silmät kii – 3:50
6. Kaaos ei karkaa – 3:44
7. Elävät ja kuolleet – 3:56
8. Rakkauden jälkeen – 3:41
9. Mua ei oo – 3:59
10. Mannerheimintie – 3:51
11. Melkein sekaisin – 3:26

## Classifica
| Classifica (2008) | Posizione massima |
| ----------------- | ----------------- |
| Finlandia         | 6                 |